# Schatzfund von Winnefeld
Der verstreut gefundene Schatzfund von Winnefeld im Solling im Landkreis Northeim in Niedersachsen wurde 1879 von Waldarbeitern dicht unter der Erdoberfläche gemacht. Er lag in der Wüstung Winnefeld. 
Die 133 römischen Kupfermünzen sind fast ausschließlich Sesterzen. Der Schatzfund ist im Norden Westdeutschlands einzigartig; entsprechende Sesterzenfunde finden sich erst wieder in Ostpreußen. Zeitlich deckt der Fund eine Spanne von etwa 119 n. Chr. (Hadrian) bis 268 n. Chr. (Postumus, Gründer und erster Kaiser des sogenannten Gallischen Sonderreiches Imperium Galliarum) ab. Die Münzen sind stark abgenutzt und so korrodiert, dass sich nur etwa die Hälfte eindeutig einem Herrscher zuweisen lässt. 
Fundgefäße wurden nicht bekannt.